# Ueli Bodenmann
Ueli Bodenmann (født 14. marts 1965 i Sankt Gallen, Schweiz) er en schweizisk tidligere roer.
Bodenmann vandt, sammen med Beat Schwerzmann, sølv i dobbeltsculler ved OL 1988 i Seoul. Schweizerne blev i finalen besejret af Nico Rienks og Ronald Florijn fra Holland, mens sovjetiske Aleksandr Marsjenko og Vasilij Jakusja fik bronze. Han deltog også som del af den schweiziske dobbeltfirer ved både OL 1992 i Barcelona og OL 1996 i Atlanta, og vandt desuden én VM-sølvmedalje.

## OL-medaljer
- 1988:  Sølv i dobbeltsculler